# ジャガー・AJ6エンジン
ジャガー・AJ6エンジンはジャガーの自動車用ガソリンエンジンのシリーズである。
ウォルター・ハッサンとハリー・マンディにより設計が始められ、最初に搭載されたのは1983年9月に発売されたXJ-SC 3.6である。AJはAdvanced jaguarの頭文字で、当初は内径φ91 mm×行程92 mmの直列6気筒で3,590ccのみであった。同じDOHCながら4バルブを備えるなどで圧縮比9.6から221hp/5,000rpmと旧型の4.2リットルXKエンジンを上回る出力を発揮した。
ジャガー・XJが1986年9月にXJ40系に移行する際に行程を74.8mmに短縮し圧縮比を12.6に上げて165hp/5,000rpmとしたSOHC2,919cc版も併せて採用された。